# Пенелопа (птах)
Пенелопа (Penelope) — рід куроподібних птахів родини краксових (Cracidae). Ареал роду простягається від  Південної Мексики до тропічної частини  Південної Америки. Це великі птахи, 65-95 см завдовжки і, як правило, коричневого забарвлення. Представники роду живуть у лісових та гірських районах, які є важко доступними для вивчення. Тому про їхню біологію є недостатньо даних.

## Види
- Penelope albipennis — пенелопа білокрила
- Penelope argyrotis — пенелопа світлоголова
- Penelope barbata — пенелопа бородата
- Penelope dabbenei — пенелопа еквадорська
- Penelope jacquacu — пенелопа амазонійська
- Penelope jacucaca — пенелопа білоброва
- Penelope marail — пенелопа гаянська
- Penelope montagnii — пенелопа андійська
- Penelope obscura — пенелопа парагвайська
- Penelope ochrogaster — пенелопа бразильська
- Penelope ortoni — пенелопа брунатна
- Penelope perspicax — пенелопа колумбійська
- Penelope pileata — пенелопа тапайська
- Penelope purpurascens — пенелопа чубата
- Penelope superciliaris — пенелопа рудобока